# SHAKE (go!go!vanillasのアルバム)
『SHAKE』（シェイク）は、日本のロックバンド・go!go!vanillasが2013年7月24日にSEEZ RECORDSから発売した、1枚目のフルアルバムである。

## 概要
go!go!vanillasのキャリア初のフルアルバム。通常盤のみの発売。自主製作音源の再録も多数収録されている。
今作を引っ提げたライブツアー『「SHAKE」 Tour 2013』が開催された。

## 収録内容
| 全作詞・作曲: 牧達弥、全編曲: go!go!vanillas。 |                                |        |            |       |
| #                                              | タイトル                       | 作詞   | 作曲・編曲 | 時間  |
| 1.                                             | 「非実在少女」                 | 牧達弥 | 牧達弥     | 01:55 |
| 2.                                             | 「ハイテンション」             | 牧達弥 | 牧達弥     | 03:08 |
| 3.                                             | 「アクロス ザ ユニバーシティ」 | 牧達弥 | 牧達弥     | 02:50 |
| 4.                                             | 「なつのうた」                 | 牧達弥 | 牧達弥     | 05:06 |
| 5.                                             | 「ニューエイジ」               | 牧達弥 | 牧達弥     | 03:17 |
| 6.                                             | 「ミスタースウィンドル」       | 牧達弥 | 牧達弥     | 03:08 |
| 7.                                             | 「メリーメリーメリー」         | 牧達弥 | 牧達弥     | 03:37 |
| 8.                                             | 「デストロイヤー」             | 牧達弥 | 牧達弥     | 03:08 |
| 9.                                             | 「モールスクライスト」         | 牧達弥 | 牧達弥     | 03:14 |
| 10.                                            | 「ビッグモンスーン」           | 牧達弥 | 牧達弥     | 02:40 |
| 11.                                            | 「人間讃歌」                   | 牧達弥 | 牧達弥     | 03:14 |
| 合計時間:                                      | 合計時間:                      | 35:25  |            |       |

## 楽曲解説
1. 非実在少女
  - ライブ会場限定CD「ニューエイジE.P.」の収録曲[3]。
2. ハイテンション
3. アクロス ザ ユニバーシティ
  - 1st 7インチシングルの表題曲。
4. なつのうた
5. ニューエイジ
  - ライブ会場限定CD「ニューエイジE.P.」の表題曲[3]。
6. ミスタースウィンドル
  - 今作で一番最後に製作された曲[4]。
7. メリーメリーメリー
8. デストロイヤー
  - 2枚目のデモ音源である「Destroyer」の表題曲[5]。
  - ライブ会場限定CD「ニューエイジE.P.」の収録曲[3]。
9. モールスクライスト
  - 2枚目のデモ音源である「Destroyer」の収録曲[5]。
10. ビッグモンスーン
  - ライブ会場限定CD「ニューエイジE.P.」の収録曲[3]。
11. 人間讃歌
  - 1st 7インチシングルの表題曲。
  - 今作のリード曲[2]

## 参加ミュージシャン
go!go!vanillas
- 牧達弥（ボーカル・ギター）
- 宮川怜也（ギター）
- 長谷川プリティ敬祐（ベース）
- ジェットセイヤ（ドラムス）

## ライブ映像作品
シングル曲については各作品の項目を参照
ハイテンション
- Magic Number（初回限定盤）
- Kameleon Lights（完全限定生産盤）

なつのうた
- 平成ペイン（完全限定生産盤）
- THE WORLD（完全限定生産盤）

ミスタースウィンドル
- 鏡 e.p.（完全限定生産盤）

メリーメリーメリー
- Kameleon Lights（完全限定生産盤）